# Wieża Madliena
Wieża Madliena (Madliena Tower) – jedna z trzynastu małych umocnionych kamiennych wież obserwacyjnych zbudowana za czasów wielkiego mistrza kawalerów maltańskich Martina de Redina zbudowana na wyspie Malta. Wieże zostały zbudowane pomiędzy rokiem 1658 a 1659. Każda z wież znajduje się w zasięgu wzroku z sąsiedniej i służyły jako wieże komunikacyjne pomiędzy Gozo i Wielkim Portem, oprócz funkcji obserwacyjno-ostrzegawczych przed piratami.
Wieża Madliena, jest usytuowana na plaży na północ od miejscowości Madliena, na północnym brzegu Malty. Leży pomiędzy wieżami: na wschodzie wieżą St. Julian oraz wieżą św. Marka na zachodzie. Zbudowana jest na planie kwadratu o boku około 8,2 m i wysokości przekraczającej 17 m. W XIX wieku wieża została wyremontowana przez armię brytyjską, na jej szczycie wybudowano stanowisko karabinu maszynowego. Dwadzieścia metrów na zachód od wieży znajduje się Madliena Fougasse.
Została wpisana na listę National Inventory of the Cultural Property of the Maltese Islands pod numerem 00050.